# Vicia michauxii
Vicia michauxii är en ärtväxtart som beskrevs av Spreng.. Vicia michauxii ingår i släktet vickrar, och familjen ärtväxter. Inga underarter finns listade i Catalogue of Life.